# Квинтет четырёх
«Квинтет четырёх» — российская музыкальная группа, ансамбль русских народных инструментов из Санкт-Петербурга. Исполняет актуальную музыку разных жанров на русских народных инструментах: классика, джаз, мировые хиты рок- и поп-музыки, оригинальные обработки народных песен, авторские произведения.
В состав квартета входят: Евгений Петров — баян, Георгий Нефёдов — балалайка, Владимир Ковпаев — домра-бас, Андрей Долгов — балалайка-контрабас. Все участники коллектива — выпускники Санкт-петербургской консерватории и лауреаты многочисленных международных конкурсов.
Ансамбль выступает на таких площадках как концертный зал Мариинского театра, малый зал и большой зал филармонии им. Шостаковича, капелла Санкт-Петербурга, театр эстрады им. Райкина, московская академия им. Гнесиных, новгородский центр музыкальной культуры им. Сергея Рахманинова и др.

## Название ансамбля
Название ансамбля «Квинтет четырёх» содержит противоречие, так как квинтет — это музыкальный ансамбль из пяти исполнителей, но в этом коллективе четыре музыканта. То есть «Квинтет четырёх» является квартетом. Сами участники коллектива объясняют название группы просто: они — четыре исполнителя, а пятый — зритель, слушатель.

## История
В 2009 году студентами второго курса факультета народных инструментов Санкт-петербургской консерватории сформирован музыкальный коллектив «Квинтет четырёх». Четверо друзей, объединённых идеей вернуть «народные» инструменты народу, начинают работать над аранжировками современной музыки.
В 2010 году коллектив выступает на I Международном музыкальном турнире Terem Crossover, организованном Терем-Квартетом.
В 2012 году музыканты выступают на втором международном конкурсе Terem Crossover. В результате работы над поиском своего звучания и стиля, на конкурсе ансамбль набрал более 7 тысяч голосов в телеголосовании канала 100ТВ и получил специальный приз зрительских симпатий. Кроме того, коллектив получил ещё один специальный приз «За оригинальную аранжировку».
В 2012 году «Квинтет четырёх» выступает и даёт интервью в эфире федеральной государственной радиостанции Радио России Санкт-Петербург.
В 2013 году «Квинтет четырёх» принимает участие в III Международном джазовом фестивале «Just Jazz Open Air» в Великом Новгороде.
В 2015 году ансамбль участвует в XI Ежегодном vеждународном фестивале «Петроджаз» в Санкт-Петербурге.
В 2015 году «Квинтет четырёх» совершает гастрольный тур по ближнему и дальнему зарубежью, организованный Министерством культуры Российской Федерации. Музыканты помимо активной концертной деятельности в Санкт-Петербурге и других городах России выступают на концертных площадках Германии, Австрии, Финляндии, Южной Кореи, Таджикистана, Монголии, Казахстана, Ботсваны, Кении, Иордании, Израиля, Болгарии.

## Стиль
Опираясь на народные, архаические традиции, «Квинтет четырёх» использует элементы прогрессивных направлений мировой музыки. Есть мнение, что коллектив является новаторами в сфере исполнительства на народных инструментах. Помимо основного инструментального состава (баян, балалайка, домра-бас, балалайка-контрабас) музыканты используют перкуссию и духовые инструменты разных народов мира, горловое пение, вокал и хип-хоп-речитатив.

## Состав ансамбля
В состав ансамбля входит четыре участника:
- Евгений Петров (баян);
- Георгий Нефёдов (балалайка)[16];
- Владимир Ковпаев (домра-бас);
- Андрей Долгов (балалайка-контрабас)[17].